# Малосадівська сільська рада
Малосадівська сільська́ ра́да — колишній орган місцевого самоврядування в Дубенському районі Рівненської області. Адміністративний центр — село Малі Сади.

## Загальні відомості
- Малосадівська сільська рада утворена в 1939 році.
- Територія ради: 31,386 км²
- Населення ради: 1123 особи (станом на 1 січня 2015 року)

## Населені пункти
Сільській раді підпорядковані населені пункти:
- с. Малі Сади
- с. Великі Сади
- с. Придорожне

## Склад ради
Рада складалася з 16 депутатів та голови.
- Голова ради: Стеха Володимир Аполлінарійович

### Керівний склад попередніх скликань
| Прізвище, ім'я, по батькові     | Основні відомості                                                                                  | Дата обрання | Дата звільнення |
| ------------------------------- | -------------------------------------------------------------------------------------------------- | ------------ | --------------- |
| Стеха Володимир Аполлінарійович | Сільський голова, 1964 року народження, освіта вища, член Всеукраїнського об'єднання «Батьківщина» | 26.03.2006   | 31.10.2010      |
| Стеха Володимир Аполлінарійович | Сільський голова, 1964 року народження, освіта вища, безпартійний                                  | 31.10.2010   |                 |

Примітка: таблиця складена за даними сайту Верховної Ради України